# توماس هورسترر
توماس هورسترر (آلمانی: Thomas Hörster؛ زادهٔ ۲۷ نوامبر ۱۹۵۶) بازیکن فوتبال اهل آلمان بود.
از باشگاه‌هایی که در آن بازی کرده‌است می‌توان به باشگاه فوتبال بایر ۰۴ لورکوزن و باشگاه فوتبال شوارتز-وایس اسن اشاره کرد.
وی همچنین در تیم‌های ملی فوتبال آلمان و زیر ۲۳ سال آلمان بازی کرده‌است.
وی در مسابقات کشوری و بین‌المللی در مجموع برندهٔ ۱ مدال برنز شده‌است.